# Triomf van Binche

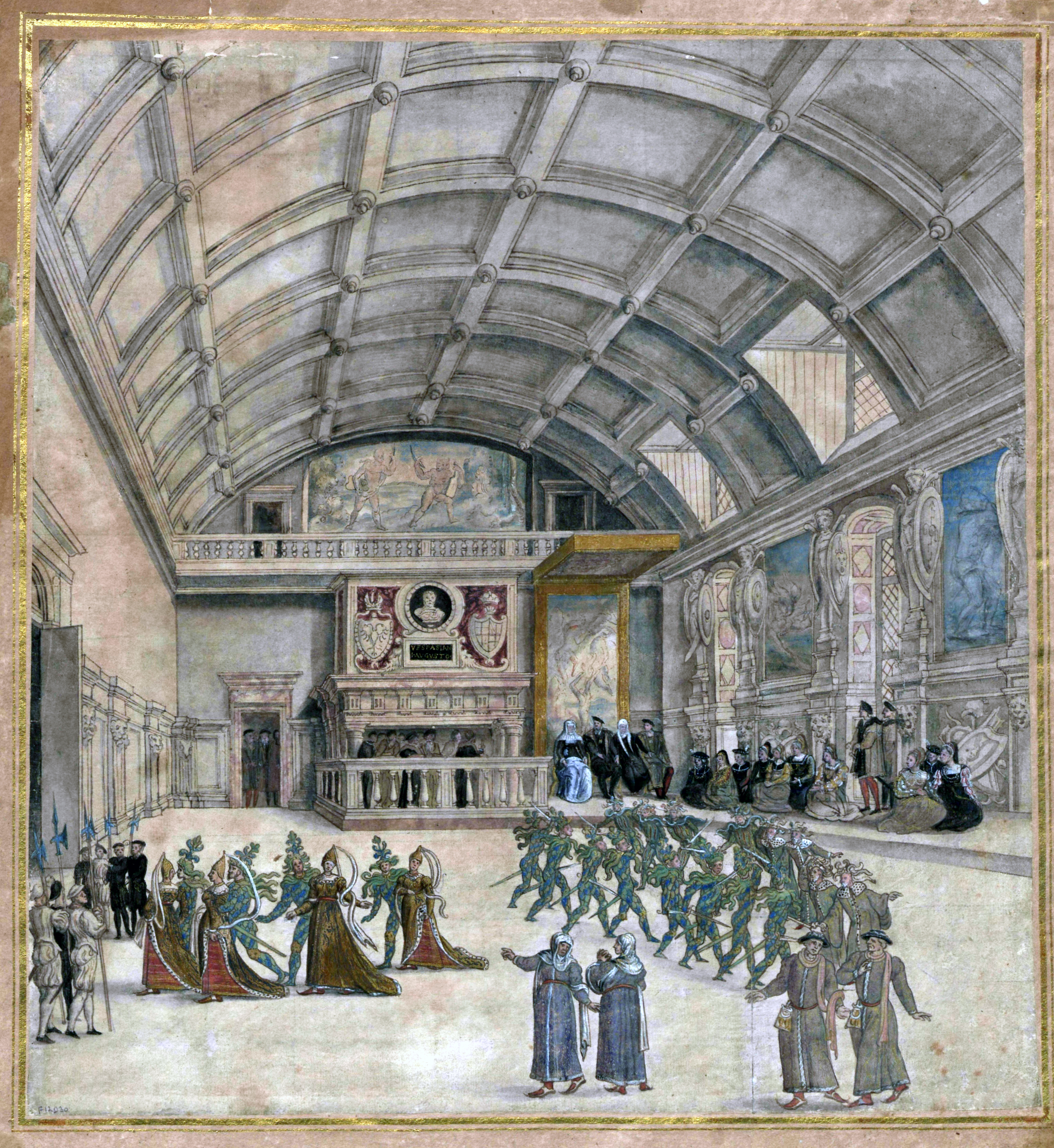
Gemaskerd bal met zwaardgevecht en moriskendans in de Grote Zaal, terwijl vier dames worden ontvoerd door wilden

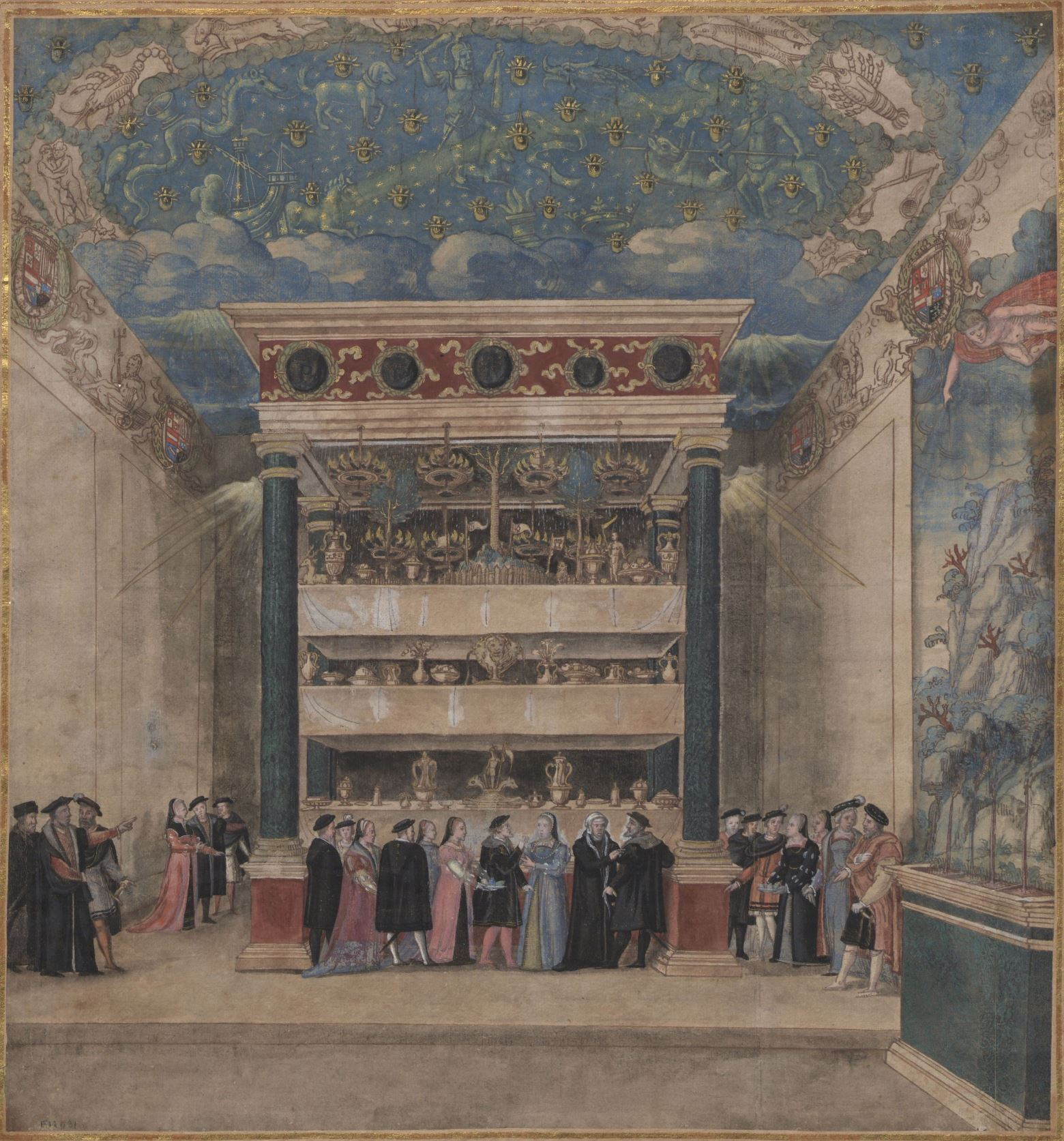
Slotfeest met lichteffecten in de Betoverde Kamer

De Triomf van Binche was een extravagant feest van de Habsburgse monarchie van 22 tot 30 augustus 1549 in Binche en Mariemont. De gastvrouw, regentes Maria van Hongarije, ontving haar broer keizer Karel V en diens zoon Filips, die in de Nederlanden werd voorgesteld als toekomstig troonopvolger.

## Verloop
De keizer en de erfprins waren in 1548 begonnen aan een reis door Italië, Duitsland en de Nederlanden om de acceptatie van de troonopvolging te verzekeren. Het zwaartepunt van de reis lag in de Habsburgse Nederlanden en de festiviteiten in Binche vormden er de afsluiting van. Maria van Hongarije had alles uit de kast gehaald om de schitterende blijde inkomsten van de voorbije maanden nog te overtreffen. Er lag een doorwrocht script klaar met als overkoepelend thema de heerser als verlosser. De kern van dit rollenspel was een wapenpas in de beste Bourgondische traditie, wat moest helpen bij het legitimeren van de Spaans- en Portugeestalige Filips.
Na een tocht langs de Franse grenssteden en een laatste oponthoud in het kasteel van Beaumont, kwam het keizerlijk gevolg op donderdagavond 22 augustus 1549 aan in Binche. Aan de stadspoort werd de stoet ontvangen door de stadsmagistraat en vervolgens ging het verder langs met fakkels verlichte straten en door een triomfboog van Jacques Dubroeucq naar het paleis van Binche. Daar verwelkomden Maria en Eleonora hun broer Karel en hun neef Filips.
Vrijdag was rustdag. De keizer ontving alleen ambassadeur Charles de Marillac. 's Anderendaags 24 augustus was er toernooi te voet op de binnenplaats van het paleis. De edellieden maten zich in drie wedstrijden met de lans en vijf met de steekdegen. Op zondag en maandag was er het spel van de dwalende ridders, of van het betoverde zwaard en het duistere kasteel. Het scenario was geïnspireerd door ridderromans en in het bijzonder door de Amadisroman. Het begon met een dans tussen vier ridders en vier dames. Deze werd onderbroken door vier andere ridders, die zelf met de dames gingen dansen. Het kwam tot een gevecht, opnieuw onderbroken door acht wildemannen. De twee groepen ridders keerden zich gezamenlijk tegen hen, maar tijdens de moriskendans die volgde (een gevechtschoreografie) schaakten andere wilden hun dames en voerden hen op witte paarden naar het Duister Kasteel op Avontureneiland, zijnde de burcht van de boze tovenaar Norabroc. Na drie beproevingen werden de dames hieruit bevrijd. Het tweedaagse spel eindigde met een zegevierende Filips ("Beltenebros") die het betoverde zwaard uit het perron wist te trekken.
Op dinsdag 27 en woensdag 28 augustus was er weer rust. De Habsburgers gingen jagen en 's avonds was er een dansfeest met aansluitend maskerade. 's Ochtends ging het gezelschap de toren bestormen. Voor de aanval op dit gelegenheidsbouwsel bij het jachtslot van Mariemont werden vierhonderd ruiters en zeshonderd man voetvolk ingezet, alsook artillerie. De goede afloop werd 's avonds gevierd met een feestmaal opgediend door godinnen en nimfen.
Het slotevenement op vrijdag 30 augustus was het toernooi te paard op de markt van Binche. Twaalf quadrilles van elk vijf ridders streden twee per twee. Op het einde was er een mêlée, ingekort door onweersbuien. Om middernacht volgde nog een feeëriek spektakel in de 'betoverde kamer' (de vroegere slotkapel, waar astrologische plafondschilderingen waren aangebracht). De aanwezigen werden vergast op lichteffecten, geparfumeerde regen en een hagel van suikerbonen. Te midden van kunstmatige donder en bliksem kwamen rijk gedekte tafels met zoetigheden naar beneden, tot drie keer toe. De nacht werd afgesloten met vuurwerk. De volgende dag trok het keizerlijk gevolg verder naar Bergen.

## Weerklank
Er zijn acht eigentijdse beschrijvingen van de festiviteiten overgeleverd. De meest gedetailleerde is deze van de humanist Juan Calvete de Estrella. Minder geleerd is het relaas van opperbroodmeester Vicente Álvarez en van Jerónimo Cabanillas. Voorts zijn er anonieme Duitse en Italiaanse teksten. Belangrijk zijn ook de twee iconografische bronnen in het bezit van de Koninklijke Bibliotheek van België.
Volgens het Vie des dames galantes van Brantôme () bestond in Spanje de uitdrukking más bravas que las fiestas de Bains ("schitterender dan de feesten van Binche").

## Voetnoten
1. ↑  Jacqueline Kerkhoff, Maria van Hongarije en haar hof 1505-1558. Tot plichtsbetrachting uitverkoren, 2008, p. 151
2. ↑  Peters 1998, p. 22-23
3. ↑  Glotz 1995, p. 65
4. ↑  Relación muy verdadera de las grandes fiestas que la Serenísima Reina doña María ha hecho al príncipe nuestro señor en Flandes, en un lugar que se dice Vince, desde xxii de agosto hasta el postrero día del mes. Enviada por el señor don Jerónimo Cabanillas, Medina del Campo, 18 de Noviembre, 1549, uitgegeven in: Relaciones de los reinados de Carlos V y Felipe II, Madrid, Sociedad de Bibliófilos Españoles, 1950, p. 199-221
5. ↑  Litera della gloriosa et trionfante entrada del Principe Serenissimo di Spagna in Bins, citta di Fiandra
6. ↑  Devoto 1960, p. 204